# تسوكي يام
تسوكي يام مستوطنة إسرائيلية أقيمت على أراضي قضاء طولكرم عام 1956.

## السكان
بلغ عدد سكان مستوطنة تسوكي يام 264 نسمة عام 2018.

## الموقع
تقع مستوطنة تسوكي يام على ساحل البحر الأبيض المتوسط.